# Musique légère
Pour les articles homonymes, voir Musique légère (album).
La musique légère est un genre musical faisant partie d'un ensemble plus vaste de « musique de divertissement ». Elle est le pendant opposé de la musique dite « sérieuse » (religieuse ou classique) et agrège un répertoire des plus divers (musique de film, Music-hall, musique de variétés, musique militaire, chanson paillarde, etc.). 

## Historique
Dans son introduction à La Musique légère et la musique à danser, du Moyen Âge au 20e siècle (aussi connue sous le nom  de La Musique légère et la musique à danser, du Moyen Âge au xxe siècle), histoire générale sur ce sujet, Pierre Colombo précise que pour la différence entre musique dite « sérieuse » et musique légère « pendant de longs siècles, le problème ne s'est pratiquement pas posé, on passait d'un domaine à l'autre avec une facilité qui serait inimaginable de nos jours. » Les messes par exemple pouvaient avoir pour cantus firmus une mélodie populaire, « l'une d'elles va jusqu'à s'intituler Belle cuysse, titre de la chanson qu'elle utilise ». Certains compositeurs français de la Renaissance, Clément Janequin, Loyset Compère, Roland de Lassus, Josquin des Prés… « pratiquement avec les mêmes moyens musicaux, passaient très facilement de chansons légères, parfois plus grivoises qu'aucune chanson moderne n'ose l'être, à l'expression de la plus pure spiritualité ».

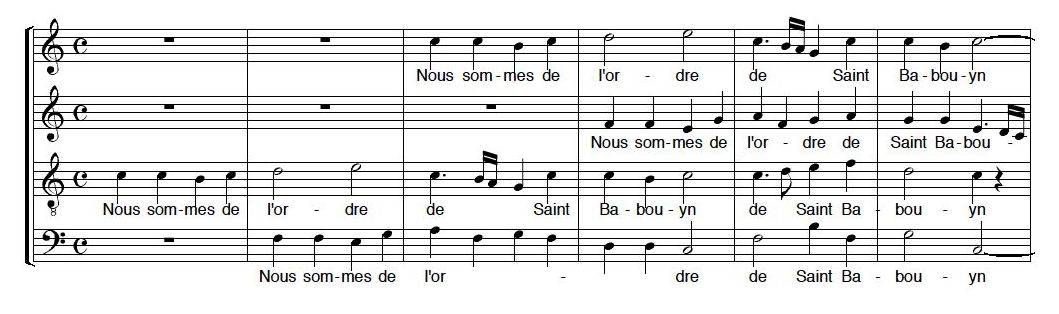
Nous sommes de l'ordre de Saint Babouyn (babouyn = sot)
Chanson a cappella à quatre voix de Loyset Compère (1445-1518).

Dans L'Encyclopédie de L'Agora, Léo-Pol Morin décrit la Cantate du café composée à Leipzig vers 1734  par Johann Sebastian Bach et basée sur un poème de Christian Friedrich Henrici comme une œuvre appartenant à ce genre : 

« Bach a aussi écrit de la musique profane, et même de la musique légère, ce dont témoigne la très amusante Cantate du Café »

— Léo-Pol Morin, L'Encyclopédie de L'Agora.
Né au début du XIXe siècle avec le développement des bals populaires ou mondains, le genre est fonctionnel dès son apparition, qui va de pair avec le phénomène économique, commercial, technologique dans ses divers aspects : l'édition, les spectacles comme les concerts, le cirque, le cinéma, ou la diffusion par la radio, le disque, la télévision, la sonorisation des animations commerciales, dans les rues ou lieux de vente, le tout géré par l'intermédiaire des organismes collecteurs des droits d'auteur.

## Œuvres de musique classique légère
En 1963, Eric Kahane publie Festival de musique classique légère aux Reader's Digest, ouvrage de référence sur les liens étroits entre la musique classique et la musique légère. On peut néanmoins noter que l'auteur n'est pas musicologue lui-même et donne des exemples trop divers (allant de Strauss à Wagner, Berlioz et Ravel) pour qu'il soit reconnu du point de vue du classement. Il s'agit plutôt d'une compilation de morceaux célèbres.

## Ensembles musicaux exécutant ces musiques
Beaucoup d'ensembles musicaux ont dans leur répertoire de la musique légère qu'ils jouent plus ou moins régulièrement. On peut notamment remarquer que la plupart des orchestres (professionnels et amateurs), jouent régulièrement des pièces appartenant au domaine de la musique légère, soit en bis, soit dans le cadre de programmes spéciaux, soit dans le cadre d'occasions spéciales (21 juin, 14 juillet). Certains quatuors, certains orchestres de chambre, de la même manière, ont inclus des pièces du domaine musical envisagé.

### Orchestres de 1930 à aujourd'hui
La mode marque l'évolution des pratiques orchestrales.
Les orchestrations des années 1930 mettaient plutôt en relief les cuivres ou bien l'accordéon et les violons jouant de la musique de genre. Ils enregistrèrent des 78 tours instrumentaux, mais accompagnèrent souvent les chanteurs-vedettes de l'époque.
Ces orchestres utilisent souvent un important pupitre de violons, assez semblable aux orchestres classiques. Il s'y ajoute le piano, outre les instruments typiques, tels l'accordéon, l'harmonica, l'orgue Hammond, les mandolines ou les instruments folkloriques.
Dans les petites formations, ils privilégient la mise en avant des instruments, solistes parfois (François Rauber). Ces solistes ont non seulement joué, mais composé des pièces descriptives de la musique de genre, ou pour certains, accompagnèrent des chanteurs.

### Orchestres d'ambiance et de variétés
À l'instar des orchestres davantage orientés « musique légère », les grands orchestres d'ambiance et de variétés utilisent, soit un important pupitre de violons (semblable aux formations classiques), ainsi que le piano, en y rajoutant quelques autres instruments. Mais lorsqu'ils sont spécialisés pour la danse, ils privilégient alors certains instruments, par exemple trompettes ou guitares. Le soutien de rythmique « moderne » est alors légèrement renforcé.
De nombreux chefs d'orchestre adoptèrent dès les années 1920, plusieurs pseudonymes sur les disques notamment, selon le style de musique joué, le pays évoqué ou de diffusion ou diverses autres raisons, voire pour être plus séduisants sur l'aspect "commercial". Ces chefs d'orchestre furent aussi pratiquement tous compositeurs de morceaux instrumentaux ou chantés – comme Franck Pourcel, compositeur de Schuss en ski, Concorde, Venezuela Suya, Saint-Nicolas ou Danse Vise.
Leur apogée furent les années 1930 à 1970, mais les formations se sont réduites au fil du temps, pour une raison commerciale des coûts de fonctionnement (nécessité de payer tous les musiciens), de la facilité de substitution par ressemblance presque parfaite des violons ou autres instruments par le synthétiseur, et du modernisme des rythmes et groupes d'accompagnement.
Serge Elhaïk est spécialisé dans le domaine de ces grands orchestres de variétés, dont il a souvent interviewé chacun des chefs d'orchestre à la radio ou pour l'Association de musiques récréatives, et fait paraître un livre pour certains (Ray Martin et Ron Goodwin en 1988, puis Paul Mauriat en 2006 intitulé « Une vie en bleu »).

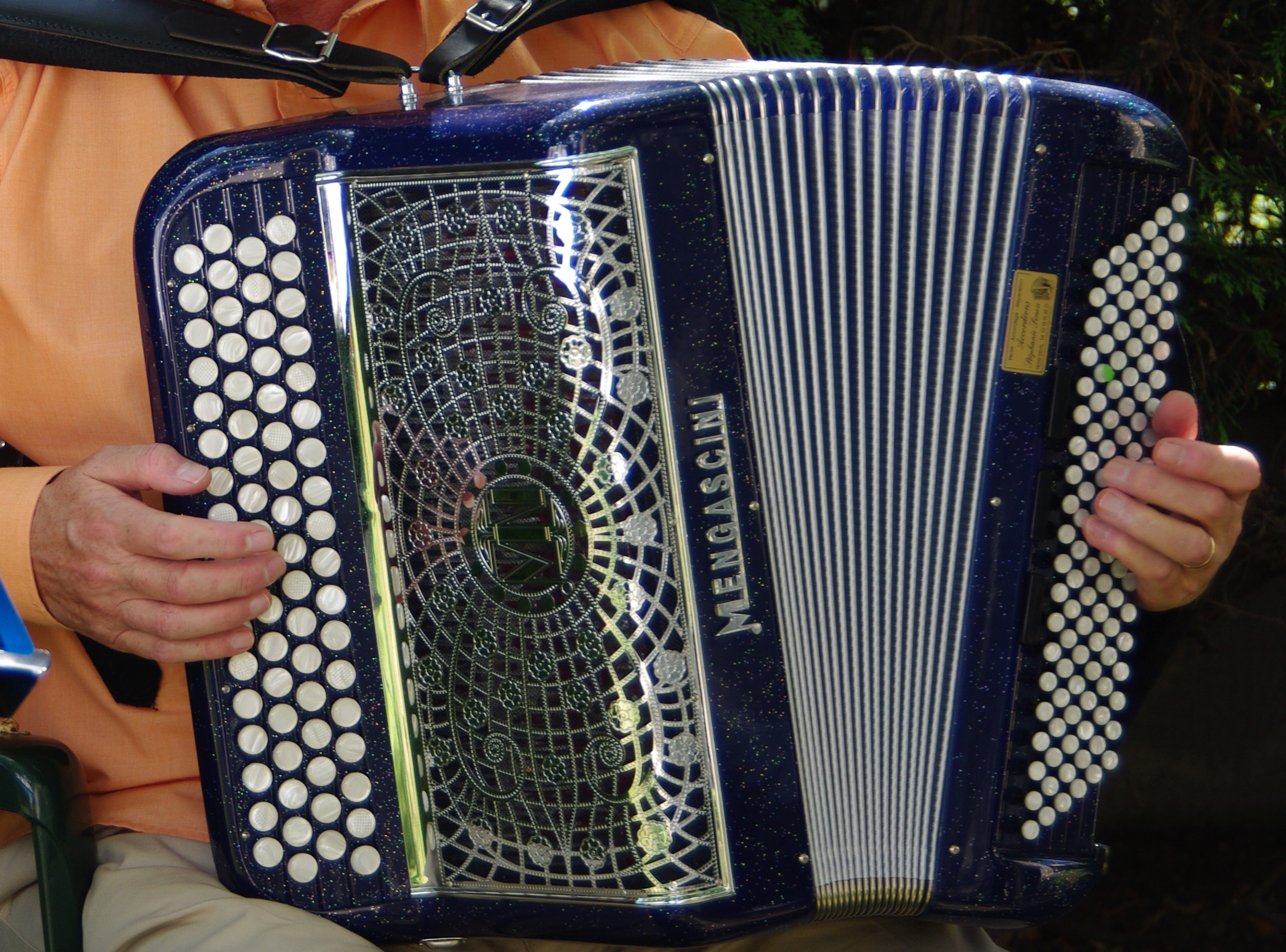
Accordéon.